# 有馬誉純
有馬 誉純（ありま しげずみ）は、越前国丸岡藩5代藩主。晴信系有馬家8代。

## 生涯
明和6年（1769年）4月17日、第4代藩主有馬允純の長男として生まれる。安永元年（1772年）11月22日、父の死去により家督を継いだ。天明2年7月1日、将軍徳川家治に御目見する。天明4年（1784年）12月16日、従五位下・左衛佐に叙任する。寛政3年（1791年）8月28日、奏者番に就任する。文化7年（1810年）6月28日、寺社奉行との兼任となる。文化9年（1812年）4月4日、江戸城西の丸若年寄に就任する。
安永7年（1778年）、財政難打開のために年貢増徴を行ったため、一揆が起こった。このため、百姓側の要求を受け入れて年貢増徴を止めて大庄屋制度の廃止、「郷会所」設置による税制改革を行なった。また文治奨励し、文化元年（1804年）には藩校・平章館を創設し、藩士子弟の教育に努めた。また諸礼式の確立にも努め、『国乗遺聞』や『藤原有馬世譜』など藩史・地誌の編纂に力を注いでいる。
文政2年（1819年）8月6日、病気のために若年寄を辞任する。以降、帝鑑間詰めとなる。文政13年4月23日、娘婿の徳純に家督を譲って隠居し、天保7年（1836年）10月27日に死去した。享年68。

## 系譜
父母
- 有馬允純（父）
- 村田美濃子 ー 清泰院、村田氏、側室（母）
- 松平富子 ー 天華院、松平定温の娘（養母）

正室
- 稲葉喜代子 ー 了性院、稲葉正弘の娘

側室
- 村田氏
- 阪岡氏
- 糸桜氏
- 江間氏
- 草柳氏

子女
- 戸田純祐（長男）
- 有馬純全
- 修敬院 - 有馬徳純正室（四女）
- 国子 - 有馬一純正室
- 久貝正典正室
- 小笠原長儀正室
- 浅野長和正室
- 向井正歳室
- 本多副尚室
- 久貝正典継室
- 娘
- 娘
- 娘

養子、養女
- 有馬徳純 ー 榊原政敦の四男
- 有馬一純 ー 島津重豪の八男
- 冬姫? ー 有馬徳純正室